# Oskar Eriksson
Oskar Eriksson (ur. 29 maja 1991 w Karlstadzie) – szwedzki curler, mistrz olimpijski z Pekinu 2022, wicemistrz olimpijski z Pjongczangu 2018 i brązowy medalista olimpijski z Soczi 2014, mistrz świata juniorów 2011, mistrz Europy 2009, 2012 i 2014. Reprezentuje Lits Curlingklubb, był skipem zespołu. Obecnie występuje w drużynie Niklasa Edina. Jest jednym dwóch, obok Niklasa Edina, curlerów w historii, który sześciokrotnie zdobył mistrzostwo świata mężczyzn.

## Życiorys
Eriksson uprawia curling od 1998. Po 8 latach gry zdobył srebrny medal mistrzostw Szwecji juniorów, a po kolejnych dwóch wygrał zawody i reprezentował kraj na MŚ Juniorów w Östersund. Szwedzi z Erikssonem na czele dotarli do finału, przegrywając 7:5 z Amerykanami (Chris Plys) zdobyli srebrne medale. Rok później te same drużyny zmierzyły się w małym finale, ponownie lepsi okazali się zawodnicy ze Stanów Zjednoczonych, którzy wynikiem wywalczyli podium.
W 2010 na arenie krajowej najlepszy okazał się zespół Patrica Mabergsa, Eriksson zdobył tytuł mistrzowski po roku. Z pierwszej pozycji Round Robin jego zespół awansował do fazy play-off MŚ Juniorów 2011. W górnym meczu Szwedzi pokonali obrońców tytułu ze Szwajcarii (Peter de Cruz) 7:3. De Cruz dotarł jednak do finału i miał szansę rewanżu, tytuł mistrza świata zdobyli jednak wynikiem 6:5 zawodnicy ze Skandynawii.
W sezonie 2010/2011 jego zespół triumfował w mistrzostwach Szwecji i będzie reprezentować kraj na Mistrzostwach Europy 2011. Zajął także drugie miejsce najwyższej lidze rozgrywek seniorskich w Szwecji, przegrywając tylko z Edinem.
W rozgrywkach seniorskich na arenie międzynarodowej występował dotychczas jedynie jako rezerwowy w zespole Niklasa Edina. Z ekipą z Karlstadu brał udział w Mistrzostwach Europy 2009, Zimowych Igrzyskach Olimpijskich 2010, Mistrzostwach Europy 2010 i Mistrzostwach Świata 2011. Podczas tych imprez nie zagrał w żadnym meczu, jednak przywiózł złoty medal ME 2009 i brąz z MŚ 2011.
Dopiero podczas Mistrzostw Europy 2011 wystąpił w dwóch meczach zastępując Sebastiana Krauppa, Szwedzi obydwa mecze przegrali z Czechami (Jiří Snítil) 4:6 i Szkocją (David Murdoch) 3:9. Ekipa Edina dotarła jednak do finału i wróciła z Moskwy ze srebrnymi medalami. Pod koniec sezonu w mistrzostwach świata Eriksson wystąpił jako drugi w zespole Sebastiana Krauppa (Edin miał problemy zdrowotne z plecami). Zespół z Karlstad dotarł do półfinału, gdzie uległ 6:7 na rzecz Szkocji (Tom Brewster), w meczu o brązowy medal zdołał pokonać Norwegię (Thomas Ulsrud). W kończących rok ME 2012 Eriksson ponownie był rezerwowym dla Edina. W całym turnieju zagrał dwa kamienie, zastępując w 6. endzie meczu przeciwko Czechom (Jiří Snítil) Sebastiana Krauppa. Szwedzi zdobyli ostatecznie złote medale. Z medalami z tego samego kruszcu zawodnicy wrócili z Mistrzostw Świata 2013. W Mistrzostwach Europy 2013 szwedzka drużyna zajęła 5. miejsce, Eriksson wystąpił w 3 spotkaniach.
W grudniu 2013 zespół Erikssona był szwedzką reprezentacją na Zimowej Uniwersjadzie. Szwedzi z pierwszego miejsca awansowali do fazy finałowej. W półfinale wynikiem 6:3 zwyciężyli nad Norwegami (Markus Høiberg). Zdobyli złote medale pokonując w finale 9:5 ekipę z Wielkiej Brytanii (Kyle Smith).
Oskar Eriksson reprezentował Szwecję na Zimowych Igrzyskach Olimpijskich 2014. Był rezerwowym u Edina, nie wystąpił w żadnym meczu. Szwedzi uplasowali się na 3. miejscu, w meczu o brązowe medale pokonali 6:4 Chiny (Liu Rui).
Zespół, którego skipem jest Eriksson, rywalizował w Mistrzostwach Świata 2014. Był to debiut Oskara w seniorskich zawodach WCF na takiej pozycji. Zawodnicy ze Szwecji po wygranym 8:7 meczu barażowym przeciwko Japonii (Yusuke Morozumi) awansowali do fazy play-off. Po kolejnych zwycięstwach, 5:2 ze Szwajcarią (Peter de Cruz) i 10:8 z Kanadą (Kevin Koe), młodzi Szwedzi awansowali do finału. W ostatnim meczu musieli uznać wyższość doświadczonej norweskiej ekipy Thomasa Ulsruda, wynikiem 3:8 zdobyli srebrne medale.
W sezonie 2014/2015 do drużyny Erikssona dołączył Niklas Edin, którego dotychczasowa drużyna rozpadła się. Niklas przejął rolę kapitana, a Oskar zaczął zagrywać na pozycji trzeciego. Reprezentacja Szwecji na Mistrzostwach Europy 2014 zdobyła złote medale. Ekipa z Karlstad wygrała wszystkie swoje mecze, w tym 5:4 finał przeciwko Norwegom (Thomas Ulsrud).

## Wielki Szlem
| Turniej                | 2013/2014 | 2014/2015 |
| ---------------------- | --------- | --------- |
| Canadian Open          | x         | x         |
| Masters                | A         | x         |
| The National           | QF        | A         |
| Elite 10               | –         |           |
| Players’ Championships | A         |           |

| A  | = nie uczestniczył                         |
| x  | = nie zakwalifikował się do fazy finałowej |
| QF | = ćwierćfinał                              |
| SF | = półfinał                                 |
| F  | = finał                                    |
| W  | = zwycięstwo                               |

## Drużyna
|           | Czwarty            | Trzeci             | Drugi               | Otwierający          |
| --------- | ------------------ | ------------------ | ------------------- | -------------------- |
| 2014/2015 | Niklas Edin        | Oskar Eriksson     | Kristian Lindström  | Christoffer Sundgren |
| 2013/2014 | Oskar Eriksson     | Kristian Lindström | Markus Eriksson     | Christoffer Sundgren |
| 2012/2013 | Kristian Lindström | Oskar Eriksson     | Markus Eriksson     | Christoffer Sundgren |
| 2010/2012 | Kristian Lindström | Oskar Eriksson     | Henrik Leek         | Alexander Lindström  |
| 2008/2009 | Kristian Lindström | Oskar Eriksson     | Alexander Lindström | Christoffer Sundgren |
| 2007/2008 | Oskar Eriksson     | Henric Jonsson     | Markus Franzén      | Nils Karlsson        |